# Jesse van de Haar
Jesse Gerrit van de Haar (Utrecht, 26 januari 2005) is een Nederlands voetballer die doorgaans als aanvaller speelt en bij FC Utrecht onder contract staat. Tijdens het seizoen 2024/25 komt hij op huurbasis uit voor De Graafschap. Hij is de zoon van Hans van de Haar.

## Clubcarrière

### FC Utrecht
Van de Haar speelde in de jeugd bij SC Hoevelaken, waarna hij in 2013 naar de jeugdopleiding van FC Utrecht vertrok. Op 4 juni 2022 won Van de Haar met FC Utrecht onder 17 de beker ten koste van Ajax onder 17. Van de Haar scoorde na twintig seconden de 1–0 en wist in minuut 118 de winnende 3–2 binnen te koppen. In dat gehele seizoen maakte Van de Haar 33 doelpunten in 24 wedstrijden, waarna hij op 29 juli 2022 zijn eerste profcontract ondertekende. Hiermee trad hij in de voetsporen van zijn vader, wie in het verleden als spits en spitsentrainer bij de club actief was.
Diezelfde dag maakte hij zijn officieuze debuut voor Jong FC Utrecht in een oefenwedstrijd tegen SV TEC. Daar was zijn vader de trainer en was Ramon Leeuwin, voormalig verdediger van FC Utrecht, een van zijn directe tegenstanders. In december 2022 publiceerde de club een documentaire genaamd Van de Haar: Zo vader, zo zoon. Op 11 december 2022 zat Van de Haar voor het eerst bij de officiële wedstrijdselectie van Jong FC Utrecht in de Eerste divisie. Op 3 april 2023 volgde in de uitwedstrijd tegen Almere City FC zijn officiële debuut voor belofteploeg. Een speelronde later scoorde hij in de thuiswedstrijd tegen Top Oss (4–2 winst) zijn eerste doelpunt. In de laatste speelronde van het seizoen 2022/23 zat Van de Haar op 28 mei 2023 onder trainer Michael Silberbauer voor het eerst bij de wedstrijdselectie van het eerste elftal. In de thuiswedstrijd tegen FC Emmen (3–2 winst) kwam het daarbij niet tot een invalbeurt.
Op 1 september 2023 scoorde Van de Haar namens Jong FC Utrecht tegen Roda JC Kerkrade, op dat moment koploper van de competitie, in de blessuretijd de winnende 1–0. In de winterstop van het seizoen 2023/24 werd Van de Haar door trainer Ron Jans meegenomen op trainingskamp naar Spanje. Rond diezelfde winterse transferperiode was er sprake van een overstap naar AZ, maar dat werd nooit concreet. Op 3 maart 2024 debuteerde Van de Haar in het eerste elftal van FC Utrecht. In de met 2–0 verloren uitwedstrijd tegen Ajax verving hij na 82 minuten Othman Boussaid. Daarmee werden vader en zoon Van de Haar na Gert Kruys en Rick Kruys, Willem van Hanegem en Gert van Hanegem en Theo Polfliet en Vincent Polfliet de vierde vader en zoon die beide voor het eerste elftal van FC Utrecht uit zijn gekomen.

### De Graafschap
Begin juli 2024 werd het contract van Van de Haar verlengd tot medio 2026. Op datzelfde moment werd hij voor een seizoen verhuurd aan De Graafschap. Ook met die stap trad hij in de voetsporen van zijn vader, wie tussen 1996 en 1998 en later nog eens in 2002 en 2003 voor de club uit Doetinchem uitkwam. In zijn eerste officieuze wedstrijd was Van de Haar direct twee keer trefzeker. Zo werd SV Rödinghausen in een oefenwedstrijd met 4–2 verslagen. Op 11 augustus 2024 speelde Van de Haar bij aanvang van het nieuwe seizoen direct zijn eerste officiële wedstrijd. Tegen FC Volendam werd met 4–3 gewonnen, waarbij Van de Haar goed was voor een doelpunt en een assist. Op 12 oktober 2024 kreeg Ralf Seuntjes van trainer Jan Vreman tegen Telstar (2–2 gelijkspel) de voorkeur boven Van de Haar voor de spitspositie. Van de Haar fungeerde vanaf dat moment een periode als rechtsbuiten. Iets waar hij zelf geen moeite mee had. Van de Haar vond Seuntjens een betere optie en hij prees hem om zijn kwaliteiten binnen en buiten de lijnen. Een week eerder was Van de Haar nog kritisch op zijn eigen spel in de spitspositie, met name over zijn scorend rendement. Eind maart 2025 raakte Van de Haar zijn basisplaats kwijt aan de sinds februari 2025 gehuurde Jack Cooper-Love.

## Clubstatistieken

### Beloften
| Seizoen                   | Club            | Competitie      | Competitie | Competitie | Competitie | Overig | Overig | Overig | Totaal | Totaal | Totaal |
| Seizoen                   | Club            | Competitie      | Wed.       | Dlp.       | Ass.       | Wed.   | Dlp.   | Ass.   | Wed.   | Dlp.   | Ass.   |
| ------------------------- | --------------- | --------------- | ---------- | ---------- | ---------- | ------ | ------ | ------ | ------ | ------ | ------ |
| 2022/23                   | Jong FC Utrecht | Eerste divisie  | 6          | 1          | 0          | 0      | 0      | 0      | 6      | 1      | 0      |
| 2023/24                   | Jong FC Utrecht | Eerste divisie  | 36         | 6          | 0          | 0      | 0      | 0      | 36     | 6      | 0      |
| Carrière totaal           | Carrière totaal | Carrière totaal | 42         | 7          | 0          | 0      | 0      | 0      | 42     | 7      | 0      |
| Bijgewerkt op 23 mei 2025 |                 |                 |            |            |            |        |        |        |        |        |        |

### Senioren
| Seizoen                   | Club            | Competitie      | Competitie | Competitie | Competitie | Beker | Beker | Beker | Internationaal | Internationaal | Internationaal | Overig | Overig | Overig | Totaal | Totaal | Totaal |
| Seizoen                   | Club            | Competitie      | Wed.       | Dlp.       | Ass.       | Wed.  | Dlp.  | Ass.  | Wed.           | Dlp.           | Ass.           | Wed.   | Dlp.   | Ass.   | Wed.   | Dlp.   | Ass.   |
| ------------------------- | --------------- | --------------- | ---------- | ---------- | ---------- | ----- | ----- | ----- | -------------- | -------------- | -------------- | ------ | ------ | ------ | ------ | ------ | ------ |
| 2022/23                   | FC Utrecht      | Eredivisie      | 0          | 0          | 0          | 0     | 0     | 0     | –              | –              | –              | 0      | 0      | 0      | 0      | 0      | 0      |
| 2023/24                   | FC Utrecht      | Eredivisie      | 1          | 0          | 0          | 0     | 0     | 0     | –              | –              | –              | 0      | 0      | 0      | 1      | 0      | 0      |
| 2024/25                   | → De Graafschap | Eerste divisie  | 33         | 8          | 4          | 2     | 3     | 1     | –              | –              | –              | 1      | 0      | 0      | 36     | 11     | 5      |
| Carrière totaal           | Carrière totaal | Carrière totaal | 34         | 8          | 4          | 2     | 3     | 1     | –              | –              | –              | 1      | 0      | 0      | 36     | 11     | 5      |
| Bijgewerkt op 23 mei 2025 |                 |                 |            |            |            |       |       |       |                |                |                |        |        |        |        |        |        |

## Interlandcarrière
In oktober 2021 werd Van de Haar geselecteerd voor een trainingskamp met de Oranje onder 17 Futures. Zo'n groep bestaat uit spelers die nog niet in aanmerking komen voor de daadwerkelijke selectie van een leeftijdscategorie, maar wel nadrukkelijk in beeld zijn. In maart 2023 werd Van de Haar voor het eerst opgeroepen voor een nationaal jeugdelftal. Samen met teamgenoten Wessel Kooy en Lynden Edhart werd hij geselecteerd voor Nederland onder 18. Daar speelde hij mee voor de Football Federations Cup in de Verenigde Arabische Emiraten. Van de Haar kwam in twee van de drie wedstrijden in actie, beide vanaf de start. Daarbij speelde hij vlak achter diepe spits Julian Rijkhoff. Hij scoorde eenmaal en leverde eveneens eenmaal een assist af. In september 2023 werd Van de Haar voor het eerst opgeroepen voor Nederland onder 19.